# Дин, Джеймс (дрифт-пилот)
Джеймс Дин (англ. James Deane, 14 октября 1991, Каслтаунроч, Ирландия) — профессиональный дрифт-пилот из Ирландии. Четырёхкратный чемпион серии Formula Drift (2017, 2018 и 2019, 2024), а также обладатель множества национальных и европейских титулов. Победитель Интерконтинентального кубка ФИА по дрифту 2021 года, бронзовый призёр Гран-При Российской Дрифт Серии сезона 2021 года.

## Карьера
Дин начал свою карьеру в соревнованиях по дрифту в 2006 году, за рулём Ford Sierra в чемпионате Prodrift Junior, заняв третье место в серии. В 2007 году Дин выиграл свой первый профессиональный турнир в основной серии Prodrift в Роузгрин в возрасте пятнадцати лет, что сделало его самым молодым победителем профессиональных соревнований по дрифту в мире на тот момент. В следующем сезоне он выиграл и ирландскую серию, и европейскую серию Prodrift, что дало ему право участвовать в кубке по дрифту Red Bull Drifting World Championship в Лонг-Бич, Калифорния.
Дин выиграл серию Prodrift 2010 года, а также участвовал в нескольких этапах Formula Drift. В следующем сезоне он выиграл серию Drift Allstars в составе команды Low Brain Drifters, завоевав шесть подиумов за сезон, включая четыре победы. Он выиграл чемпионат Ирландии по дрифту в 2013 и 2015 годах, а с 2014 года три года подряд выигрывал европейскую серию Drift Allstars.
В октябре 2016 года, после его третьего титула в рамках серии Drift Allstars, было объявлено, что Дин вернется в Formula Drift для полноценного участия в сезоне 2017 года за рулём Nissan Silvia S15 с двигателем Toyota 2JZ в составе команды Worthouse вместе с товарищем по команде Петром Венцеком, который получил идентичный Nissan S15, переделанный под левосторонний руль. Возвращение Дина к соревнованиям в Соединённых Штатах имело большой успех: он выиграл чемпионат Formula Drift 2017 года.
Джеймс вновь вернулся в Formula Drift в 2018 году в составе всё той же команды Worthhouse. Он закончил сезон на 1-м месте, успешно защитив свой титул. Это сделало его вторым гонщиком в истории Formula Drift, выигравшим два чемпионства подряд, первым был Таннер Фауст по прозвищу «Золотое дитя». Также Джеймс одерживает победу в сезоне 2018 года европейского чемпионата Drift Masters, что делает его единственным пилотом с двумя действующими чемпионствами в наиболее известных и крупных чемпионатах по дрифту.
Дин занял первое место на международном чемпионате по дрифту Oman Oil Marketing 2019 года. Представляя команду Worthouse и Falken, Дин доминировал в соревновании, несмотря на проблему, которая возникла из-за дефекта рулевой рейки. Эта победа на чемпионате Омана по дрифту принесла Дину его тринадцатый титул в карьере.
Успешно защитив свой титул чемпиона Formula Drift, Джеймс Дин вернулся в сезон 2019 года, который оказался самым сложным для него с момента его возвращения в серию в 2017 году. 19 октября 2019 года Дин стал чемпионом Formula Drift 2019 года третий год подряд, что сделало его первым гонщиком в истории спорта, ставшим трёхкратным чемпионом подряд. Дин делит с Крисом Форсбергом первенство по количеству титулов чемпиона Formula Drift; однако чемпионства Форсберга не были последовательными, что дало многим повод считать Джеймса Дина, получившего прозвище «Машина», лучшим дрифтером на планете.

BMW M3 Джеймса Дина в ливрее Falken

В 2019 году Джеймсу удается защитить чемпионство в Drift Masters.
Из-за пандемии COVID-19 команда Worthouse Drift отказалась от участия в чемпионате Formula Drift 2020 года. В том же заявлении было также объявлено, что Джеймса Дина больше не будет в составе команды. Джеймс продолжает выступать в Drift Masters и завоевывает третий чемпионский титул.
3 марта 2021 года Дин объявил, что будет участвовать в сезоне Российской Дрифт Серии 2021 года в составе команды AIMOL Drift Team. Его товарищами по команде стали Дайго Сайто и Чарльз НГ. Также во второй части сезона к команде присоединился латвийский молодой пилот Николас «НикНак» Бертанс. По итогам сезона Дин занял 3 место.
6 февраля 2022 года участвует в ЗИМKHANA 2022, где занимает 3 место. Занимает 4 место по итогам DMEC 2022.
23 февраля 2023 года Вон Гиттин анонсировал участие Дина в чемпионате Formula Drift 2023 в составе команды RTR racing team на Ford Mustang. По итогам сезона Дин занял 5 место в чемпионате.
Сезон 2024 года Джеймс начинает с 3-х подиумов в Oman International Drift Championship, среди которых два первых места и одно второе, что позволяет набрать 312 баллов из 333 возможных и вновь получить чемпионский титул оманского чемпионата.
В сезоне Formula Drift 2024 одерживает победу на 1, 4 и 5 этапах; занимает второе место на 3 этапе и третье место на 2 этапе. На 6 этапе впервые за сезон заканчивает гонку не на подиуме: выбывает в топ-16 и занимает 9 место в итоговом протоколе. Результат 6 этапа не позволяет Джеймсу получить бронзу на 7 этапе: Дин уступает в топ-4 главному оппоненту в битве за чемпионство — Ауримасу Бакчису, а при распределении бронзы уступает Трентону Бичаму, который на 6 этапе занял 6 место, что соответствует 6 месту при распределении сетки на 7 этапе. В итоге, 7 этап Джеймс заканчивает на 4 месте. Перед финальным этапом опережает единственного соперника в борьбе за чемпионство Ауримаса Бакчиса на 74 очка, что гарантирует Джеймсу чемпионский титул при появлении на старте заезда топ-32. Дин одерживает победу на финальном этапе и в четвертый раз становится чемпионом Formula Drift.
Пропустив первый этап Drift Masters 2024 совпадающий по времени проведения со вторым этапом Formula Drift, участвует во втором этапе по уайлд-кард и в третьем этапе в качестве гостевого пилота, занимая первое и третье места соответственно. В четвертом этапе участвует уже в качестве основного пилота серии сезона 2024 года, где занимает второе место. Пятый этап заканчивается для Джеймса в стадии топ-32 из-за технической проблемы: во время заезда преследователем кусок резины снимет со шкива приводной ремень насоса сухого картера, что приводит к падению давления масла в двигателе и последующему защитному отключению двигателя электронным блоком управления. Однако несмотря на это и пропуск первого этапа Дин перед финальным этапом имеет шансы на чемпионский титул. На финальном этапе Джеймс занимает 2 место, но чемпионский титул ему не достается: Лаури Хайнонен получает необходимый минимум очков для защиты первой позиции в чемпионате. В итоге Джеймс занимает 3 место в чемпионате.

## Мировой рекорд
14 декабря 2014 года Дин и иорданский дрифтер Ахмад Дахам установили новый мировой рекорд Гиннеса по самому длинному в мире парному дрифту — 28,52 км.

## История номера 130
Популярный голливудский актёр Джеймс Дин любил гонки, а его автомобиль Porsche по прозвищу «Маленький ублюдок», на котором он погиб в автокатастрофе, имел на борту номер 130. Его тёзка, автогонщик Джеймс Дин надеется, что сможет сделать номер 130 более успешным.

## Личная жизнь
Дин состоит в отношениях с Бекки Эванс, автомобильной журналисткой и ведущей, а также ютубером, которая играет главную роль в сериале Red Bull «Drift Queen».